# Merlyn
Merlyn é um personagem fictício do universo da DC Comics. É um arqueiro e o arqui-inimigo do Arqueiro Verde. O personagem apareceu pelo primeira vez na revista Liga da Justiça #94, em novembro de 1971.

## Biografia
Merlyn é um assassino especializado em arco e flecha, que trabalha como mercenário. Tornou-se inimigo do Arqueiro Verde após desafiá-lo para um confronto de tiro com arco e perder publicamente para o herói. Merlyn desaparece durante anos, até ressurgir como um membro da Liga dos Assassinos de Ra's al Ghul. Ele foi contratado para assassinar o Batman e falhou exatamente por intervenção do Arqueiro Verde. Merlyn admitiu que o Arqueiro Verde tornou-se o melhor arqueiro, mas fugiu antes que pudesse ser capturado. Incapaz de voltar à Liga dos Assassinos, tornou-se um assassino freelancer.
Merlyn apareceu na Action Comics, como parte da Gangue da Injustiça da Abelha-Rainha, opondo-se à Liga da Justiça.
Encontrando trabalho com uma das corporações criminosas de Metropolis, Merlyn lutou contra o super-herói Raio Negro, mas perdeu a batalha.
O vilão fez uma aparição em Justiça Jovem, onde estava trabalhando para a Equipe Olímpica Nacional Canadense. Ele foi o instrutor do jovem arqueiro Zandian Turk (um meta-humano meio-lobo). Turk e Merlyn tentaram sabotar os jogos para favorecê-los, mas foram derrotados pela equipe Justiça Jovem.
Merlyn também aparece em Crise de Identidade, e foi uma das principais vozes para os vilões durante essa minissérie. Ele teve Monocle e Pistoleiro como seus aliados mais próximos, e corretamente prevê que o assassinato de Sue Dibny, esposa do Homem Elástico, teria consequências desastrosas na comunidade dos vilões. Quando ele é capturado pela Liga da Justiça, juntamente com Pistoleiro e Monocle, Pistoleiro foi capaz de usar seus laços com o Esquadrão Suicida e Amanda Waller para garantir sua libertação.
Depois, Merlyn aparece a serviço de Talia al Ghul como um tutor para seu filho Damian Wayne, que mais tarde viria a confessar que estava aprendendo mais sobre Damian.
Merlyn teve um papel menor em A Ressurreição de Ra al Ghul, no qual ele é contratado pelo Sensei para tirar uma mola onde Ra's al Ghul poderia revitalizar a si mesmo. Ele cumpre bem suas tarefas, mas é derrotado no confronto final entre Ra's al Ghul e Batman.
Mais tarde, Merlyn foi capturado pela vigilante Cupido, que planejava matá-lo na frente do Arqueiro Verde, a quem ela estava obcecada. A esta extremidade, ela cortou a garganta de Merlyn com uma flecha. Oliver foi capaz de salvar a vida do rival e levá-lo ao médico, mas a garganta de Merlyn foi danificada ao ponto em que ele nunca seria capaz de falar novamente.

### Os Novos 52
No reboot do Universo DC, denominado Os Novos 52, o personagem agora se chama Tommy Merlyn.
Cinco anos antes, Tommy era o melhor amigo de Oliver Queen, que estava participando de uma festa no The Apollo, uma plataforma de petróleo operada pelas Indústrias Queen.
Em Batman Incorporated #4, Merlyn aparece a serviço de Talia al Ghul, como parte da Liga dos Assassinos, e enfrenta os membros da Batman, Inc.
Durante o arco "Forever Evil", Merlyn está entre os vilões recrutados pelo Sindicato do Crime da América para se juntar à Sociedade Secreta dos Super Vilões.

## Em outras mídias

### Animação
- Merlyn aparece na série animada Liga da Justiça Sem Limites como um membro da sociedade secreta de Grodd.

- No curta-animado DC Showcase: Green Arrow, Merlyn foi dublado pelo ator britânico Malcolm McDowell.[13] Ele é contratado pelo Conde Vertigo para assassinar a princesa Perdita no aeroporto. Ele acaba em um de seus duelos com o Arqueiro Verde, que termina com Merlyn derrotado.

### Live-action
- Um personagem chamado Vordigan, baseado em Merlyn e referido como "O Arqueiro Negro", apareceu na nona temporada da série Smallville no episódio "Disciple", intepretado pelo ator Steve Bacic. Ele é líder de um clã de arqueiros do qual Oliver Queen (Justin Hartley) fez parte. O personagem reapareçe na décima temporada da série no episódio "Prophecy", como um membro da equipe de vilões liderada pelo Toyman.

John Barrowman como Malcom Merlyn/Arqueiro Negro.

- Merlyn é um dos vilões da série Arrow, onde é interpretado pelo ator John Barrowman. Nessa versão, sua identidade é Malcom Merlyn, ao invés de Arthur King ou Tommy Merlyn. Malcom Merlyn é um rico empresário associado com a família de Oliver Queen (Stephen Amell), mas também é um arqueiro vigilante que foi treinado pela Liga dos Assassinos. Na primeira temporada, Malcolm Merlyn foi o principal antagonista e um personagem recorrente, enquanto na segunda temporada ele teve apenas três aparições. Já na terceira temporada, Merlyn é um dos personagens principais.[14] Na série Tommy Merlyn que é interpretado pelo ator Colin Donnell, é filho de Malcom,  e melhor amigo de Oliver Queen.[15]